# Universal Flash Storage
Universal Flash Storage (doslova přeloženo do češtiny univerzální flashové úložiště, zkratka UFS) je technická norma vytvořená organizací JEDEC a standardizující způsob ukládání dat zejména na paměťové karty technologie flash používané ve vestavěných systémech. Jedním z cílů standardu je pomoci ukončit formátovou válku mezi výrobci paměťových karet pro spotřební elektroniku typu mobilních telefonů, digitálních fotoaparátů a MP3 přehrávačů, kde by mohla nahradit úložiště typu MMC i SD. Kromě toho nabízí i vyšší přenosovou rychlost a nižší spotřebu energie než tyto starší standardy.
Specifikaci UFS flash paměti podporují společnosti zabývající se spotřební elektronikou, jako jsou Nokia, Sony Ericsson, Texas Instruments, STMicroelectronics, Samsung, Micron a SK Hynix. Elektrické rozhraní UFS využívá M-PHY vysokorychlostní sériové rozhraní od aliance MIPI, které ve verzi UFS 4.0 (vydané v srpnu 2022) dosahuje rychlosti 23,32 Gb/s na jednu linku a propustnosti 2,9 GB/s na jednu linku. UFS implementuje plně duplexní sériové LVDS rozhraní, které se lépe škáluje na vyšší přenosové rychlosti než 8-linkové paralelní a polo duplexní rozhraní eMMC.
V současnosti existuje několik verzí, například UFS 2.0, UFS 2.1, UFS 3.0, UFS 3.1, UFS 4.0, UFS 4.1 a UFS 5.0.
Jádro Linuxu podporuje UFS od verze 3.4.